# Vườn hoa Hàng Trống

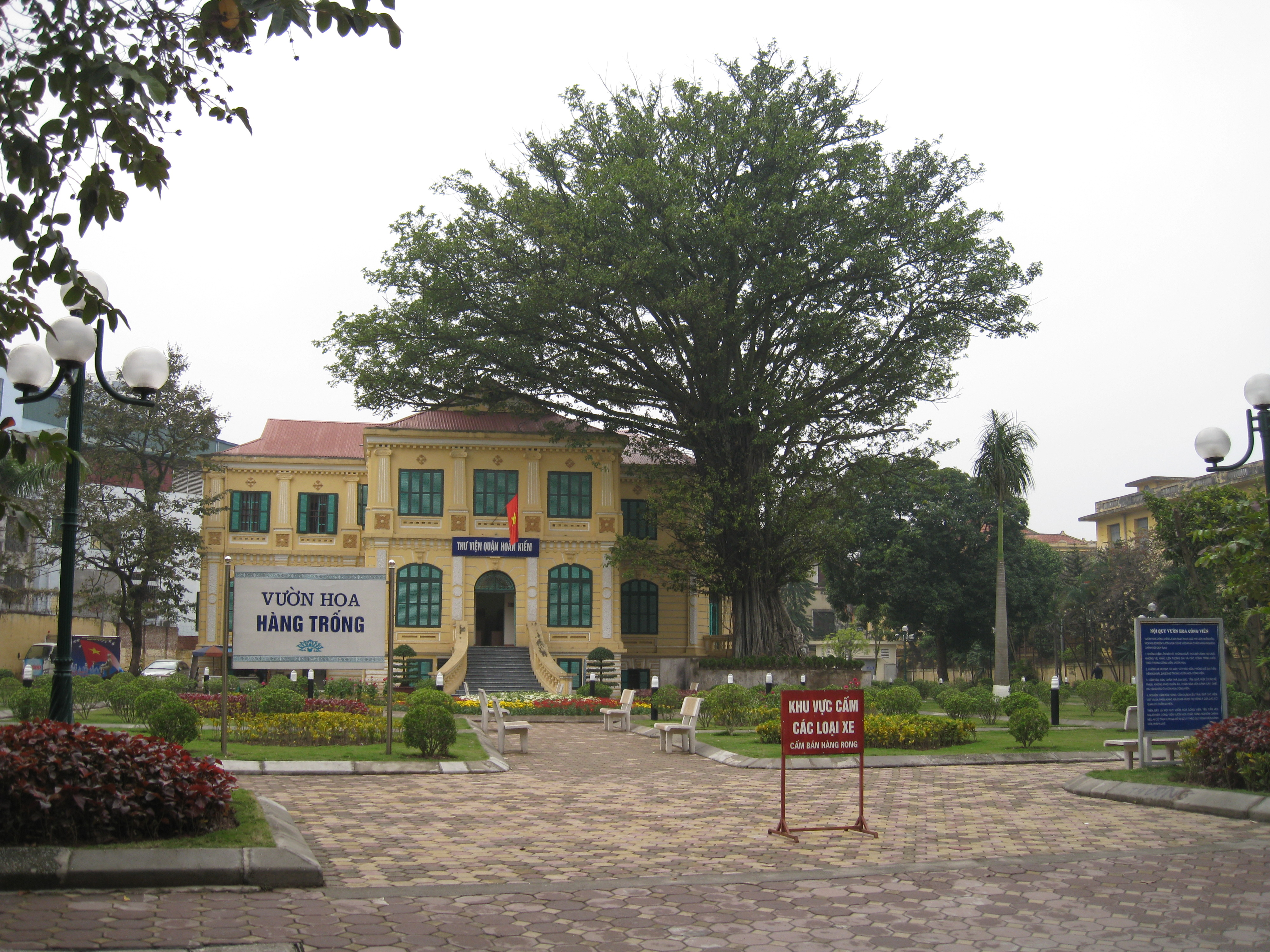
Một phần của vườn hoa

Vườn hoa Hàng Trống là một vườn hoa tại số 42 Nhà Chung, quận Hoàn Kiếm, Hà Nội.
Đây là một vườn hoa được hoàn thành và chính thức đưa vào sử dụng vào ngày 3 tháng 10 năm 2008. Ngoài vườn hoa, công viên cây xanh ra nơi này còn có một thư viện, phòng đọc xây ở phía sau.

## Vị trí
Vườn hoa này nằm trên số 42 phố Nhà Chung, quận Hoàn Kiếm, Thành phố Hà Nội. Nó được xây dựng trên nền đất của tòa khâm sứ Hà Nội cũ được xây dựng vào thời Pháp. Ngay ngày đầu, hàng ngàn người đến đọc sách, đi dạo, tập thể dục.

## Vụ tranh chấp đất
Khu đất này từng bị TGM Hà Nội Ngô Quang Kiệt buộc Hà Nội phải bàn giao. Nhiều nơi đã trả lời TGM bằng nhiều văn bản và cảnh cáo rằng việc đòi đất là hoàn toàn không có cơ sở. Sau đó UBND đã cho giải phóng mặt bằng để thi công thư viên, vườn hoa cây xanh phục vụ quận Hoàn Kiếm.